# Николо Сагредо
Николо Сагредо (на италиански: Nicolò Sagredo) е 105–ти венециански дож от 1675 г. до смъртта си.

## Биография
Николо Сагредо е син на Закария Сагредо и Паола Фоскари. Родът Сагредо е много древен, води началото си от Далмация още от римско време Братята му и той самият не успяват да направят блестяща кариера по вина на баща им, обвинен в проява на малодушие пред лицето на врага при Валеджо през 1630 г. и осъден на десет години затвор. Това отрязва достъпа на младите Сагредо до значими постове и дори когато по време на войната за Кандия (остров Крит) няколко членове на семейството загиват героично, фамилното петно остава да тежи върху семейството. Все пак Николо става посланик и прокуратор на Сан Марко. От краля на Испания получава титлата рицар. Също така става известен като голям колекционер на произведения на изкуството.

## Управление
Николо Сагредо е избран за дож на 2 февруари 1675 г., но управлява само около година. През 1676 г. венецианският художник Андреа Челести рисува неговия портрет за избирателната зала на Двореца на дожите и скоро след това Сагредо умира на 14 август 1676 г. след три дни в кома. Погребан е в параклиса на семейство Сагредо в църквата „Сан Франческо дела Виня“.